# 고마쓰노미야 아키히토 친왕
고마쓰노미야 아키히토 친왕(일본어: 小松宮彰仁親王, 1846년 2월 11일 ~ 1903년 2월 26일)은 일본 제국의 황족, 육군 군인이다. 관위는 원수, 육군 대장, 대훈위 공2급. 다른 이름으로는 닌나지노미야 요시아키라 친왕(仁和寺宮嘉彰親王)으로 불린다.
아키히토 친왕은 후시미노미야 구니이에 친왕의 8째 아들이다. 아키히토 친왕비는 옛 구루메번주인 화족 아리마 요리시게의 장녀 요리코이다.

## 같이 보기
- 닌나지
- 후시미노미야